# Tom Walkinshaw
Tom Walkinshaw (Midlothian, 14 agosto 1946 – Midlothian, 12 dicembre 2010) è stato un pilota automobilistico e dirigente sportivo britannico, attivo in Formula 1 e fondatore della scuderia Tom Walkinshaw Racing, nonché presidente del Gloucester Rugby, team principal della scuderia di Formula 1 Arrows Grand Prix International  e membro del comitato esecutivo della English Premiership.